# Мечьяр, Владимир
Влади́мир Ме́чьяр (Ме́чиар, словац. Vladimír Mečiar; род. 26 июля 1942, Зволен, Словацкая республика) — словацкий политический и государственный деятель, неоднократно занимавший пост премьер-министра страны (1990—1991, 1992—1994, 1994—1998). Один из инициаторов отделения Словакии от ЧСФР.

## Биография
Окончил юридический факультет университета Яна Амоса Коменского в Братиславе. Работал в Союзе молодёжи. В 1990 году избран депутатом Федерального собрания Чехословакии. Лидер Народной партии — Движения за демократическую Словакию.

## Нахождение в оппозиции (1994)
14 марта 1994 года Мечьяр был смещён с поста премьер-министра, однако его главный оппонент — Йозеф Моравчик — не сумел заручиться поддержкой перед выборами 1994 года. Его разнородная коалиция, составленная из демократов, экс-коммунистов и социалистов, не смогла выработать эффективный курс в тяжёлое для словацкого общества время. На парламентских выборах 1994 года его «Народная партия — Движение за демократическую Словакию» набрала 35 % голосов избирателей и получила 61 из 150 мест в словацком парламенте. 12 декабря 1994 года Мечьяр сформировал правительство, состоявшее из 12 министров от ДЗДС, 4 министров от левой партии ОРС и 2 министров от националистической СНП.

## Участие в парламентских выборах
На выборах 1998 года партия Мечьяра набрала 27 % голосов и получила 43 места. На выборах 2002 года его партия набрала 19,5 % голосов избирателей и получила 36 мест. На выборах 2006 года его партия набрала лишь 8,8 % голосов и получила всего 15 мандатов. На выборах, состоявшихся 12 июня 2010 года, его партия получила 4,32 % голосов и не прошла в парламент. Мечьяр заявил, что партия нуждается в омоложении, и уехал в лес «медитировать».

## Участие в президентских выборах
На президентских выборах 1999 года выдвинул свою кандидатуру и получил 37,2 % голосов в первом туре против 47,4 % у Рудольфа Шустера. Во втором туре Мечьяр набрал 42,8 % голосов против 57,2 % у Шустера. На президентских выборах 2004 года победил в первом туре с 32,7 % голосов против 22,3 % у Ивана Гашпаровича и 22,1 % у Эдуарда Кукана. Во втором туре Мечьяр получил 40,1 % голосов избирателей против 59,9 % у Гашпаровича.

## Оценка деятельности
Мечьяр пришёл в большую политику на волне антикоммунистических настроений, представляя сначала организацию «Общественность против насилия» — словацкий аналог «Гражданского Форума». Однако когда новое руководство Чехословакии объявило о намерении проводить либеральные рыночные реформы, в Словакии был поднят вопрос о получении независимости. Более развитая в экономическом отношении Чехия стремилась быстро «возвратиться в Европу» и активно проводила рыночные реформы, в то время как в Словакии эти реформы неминуемо привели бы к высокой безработице и резкому снижению уровня жизни на длительный период. Поэтому при Мечьяре реформы проводились осторожно, приватизация осуществлялась медленно и со значительными нарушениями — многие из приватизированных предприятий попали в руки чиновников из числа сторонников самого Мечьяра и функционеров его партии ДЗДС. Мечьяр также подвергался критике за недемократические методы руководства и популистские высказывания.